# Colere
Colere é uma comuna italiana da região da Lombardia, província de Bérgamo, com cerca de 1.143 habitantes. Estende-se por uma área de 18 km², tendo uma densidade populacional de 64 hab/km². Faz fronteira com Angolo Terme (BS), Azzone, Castione della Presolana, Rovetta, Vilminore di Scalve.

## Demografia
| Variação demográfica do município entre 1861 e 2011                               |
|                                                                                   |
| Fonte: Istituto Nazionale di Statistica (ISTAT) - Elaboração gráfica da Wikipedia |